# Sabine Göttel
Sabine Göttel (* 7. März 1961 in Homburg) ist eine deutsche Lyrikerin, Dramaturgin, Schriftstellerin und Dozentin.

## Leben
Sabine Göttel wurde 1961 in Homburg/Saar geboren. Nach dem Abitur am Christian von Mannlich-Gymnasium 1980 studierte sie zuerst von 1980 bis 1981 Germanistik, Politische Wissenschaften und Geschichte an der Universität zu Köln. Ab 1981 nahm sie das Studium der Neueren Deutschen Literaturwissenschaft, Älteren Deutschen Philologie und französischen Philologie an der  Universität des Saarlandes in Saarbrücken auf. Dort arbeitete Göttel zwischen 1989 und 1992 als wissenschaftliche Mitarbeiterin am Germanistischen Institut und promovierte 1997 über Marieluise Fleißer.
Göttel veröffentlichte literarische, journalistische und wissenschaftliche Texte, unter anderem beim Rowohlt Verlag. Sie arbeitete in den Jahren 1997 bis 2004 als Dramaturgin an Theatern in Hildesheim und Göttingen. Daneben war sie als Herausgeberin, Regisseurin und Dozentin tätig.
Seit 2005 arbeitet Sabine Göttel freiberuflich als Dramaturgin, Autorin und Dozentin, u. a. an der Leibniz Universität Hannover. 2009 gründete sie zusammen mit Christina Rohwetter die Akademie Literatur und Leben. 2012 hatte ihr Theaterstück „Eisenheart“ Premiere, das auf dem Schicksal des in den USA inhaftierten Deutschen Jens Söring beruht. 1987 erschien ihr erster Gedichtband „Fische Fluten“ im Röhrig Verlag. 2019 war sie Stipendiatin des Printemps Poétique Transfrontalier. 2020 veröffentlichte sie ihren Gedichtband „Geister“ im Röhrig Verlag. 2022 erschien dort der Lyrikband „Im Gefieder“. 2023 veröffentlichte sie im Wehrhahn Verlag, Hannover den Gedichtband „Grillenliebchen“. Sie erhielt den Kurt-Sigel-Lyrikpreis 2022 des PEN-Zentrums Deutschland und den Feldkircher Lyrikpreis 2023.
Sabine Göttel ist Mitglied des Verbands deutscher Schriftstellerinnen und Schriftsteller (VS) und des PEN-Zentrums Deutschland. Sie lebt und arbeitet in Hannover.

## Auszeichnungen
- 2019: Stipendiatin Printemps Poétique Transfrontalier
- 2022: Kurt Sigel-Lyrikpreis[3]
- 2023: Feldkircher Lyrikpreis

## Schriften (Auswahl)
- Fische Fluten. Gedichte, Röhrig, St. Ingbert 1987, ISBN 3-924555-16-8.
- „Natürlich sind es Bruchstücke.“ Zum Verhältnis von Biographie und literarischer Produktion bei Marieluise Fleißer (= Sofie, Bd. 6), zugleich Dissertation 1997 an der Universität Saarbrücken, Röhrig, St. Ingbert 1997, ISBN 3-86110-125-4
- Geister. Gedichte, Röhrig, St. Ingbert 2020, ISBN 978-3-96227-008-7
- Im Gefieder. Gedichte, Röhrig, St. Ingbert 2022, ISBN 978-3-96227-017-9[5]
- Grillenliebchen. Gedichte, Wehrhahn Verlag, Hannover 2023, ISBN 978-3-98859-103-6

### Als Herausgeberin
- Passagen. Neue Texte. 46 literarische Beiträge von 28 Autorinnen und Autoren. Mit 10 Zeichnungen von Achim Welsch, 1. Auflage, PoCul-Verl. für Politik und Cultur, Saarbrücken 1993, ISBN 3-929435-09-8.